# Dexter (Name)
Dexter ['dekstər] ist ein im englischen Sprachraum verbreiteter Vorname und Familienname.

## Bedeutung
Zur Herleitung des Namens Dexter kursieren zwei verschiedene Versionen. Der einen zufolge handelt es sich bei dem Namen um eine Herkunftsbezeichnung; Dexter wäre demnach eine Synärese aus De Exeter, lateinisch für „(einer) aus Exeter“. Nach der anderen Version leitet sich der Name von lateinisch dexter, („rechts“, „rechtshändig“) ab, das sich im Neuenglischen auch in dexterous („geschickt“) erhalten hat. Eine Variante des Namens ist Dexton; verbreitet ist auch die Kurz- und Koseform Dex.

## Verbreitung
In Deutschland, Österreich und der Schweiz wird Dexter nur gelegentlich vergeben. Dahingegen kommt er in den Niederlanden seit den 1960er Jahren jährlich bei der Namenswahl vor. Seitdem wurden etwa 590 Jungen so genannt. Der Name wird in Belgien, Frankreich und Polen selten vergeben.
Dexter ist auch in den nordischen Ländern Dänemark, Norwegen und Schweden vorhanden. In Schweden ist der Name beliebter als in seinen beiden Nachbarländern.
Der Name wird in England seit 1996 vergeben, seit der Jahrtausendwende steigt seine Popularität. Zwischen 2010 und 2018 befand er sich in den Top 100 der Vornamenscharts. In Irland ist der Name seit rund 15 Jahren anzutreffen, er ist aber nicht sonderlich populär. In Schottland befindet er sich in den letzten Jahren in den Charts der mäßig beliebten Jungennamen. Zwischen 1974 und 2022 wurde er circa 320 Mal vergeben.
In den USA kommt der Name seit 1880 in der Namensgebung vor, zwischen den 1950er und 1960er Jahren erlebte er einen Aufwärtstrend und erreichte im Jahr 1968 mit dem 262. Platz seinen Höhepunkt. Mitte der 1980er und Anfang der 2010er Jahre war der Name zeitweise populär. Ansonsten gilt er als eher mäßig beliebt. Dexter wird in Kanada fast alljährlich in der Namensgebung berücksichtigt.

## Bekannte Namensträger

### Vorname
- Dexter Blackstock (* 1986), englischer Fußballspieler
- Dexter Bussey (* 1952), US-amerikanischer American-Football-Spieler
- Dexter Clark (* 1964), US-amerikanischer American-Football-Spieler
- Dexter Coakley (* 1972), US-amerikanischer American-Football-Spieler
- Dexter Daniels (* 1973), US-amerikanischer American-Football-Spieler
- Dexter Carter (* 1967), US-amerikanischer American-Football-Spieler
- Dexter Davis (Dexter Wendell Jackson Davis; * 1970), US-amerikanischer American-Football-Spieler
- Dexter Davis (Dexter Alexander Davis; * 1986), US-amerikanischer American-Football- und Canadian-Football-Spieler
- Dexter Davis (Dexter B. Davis, Jr.; * 1990), US-amerikanischer Canadian-Football- und Arena-Football-Spieler
- Dexter Fletcher (* 1966), britischer Schauspieler
- Dexter Gordon (1923–1990), US-amerikanischer Saxophonist
- Dexter Holland (* 1965), US-amerikanischer Sänger und Gitarrist
- Dexter Jackson (The Blade; * 1969), US-amerikanischer Bodybuilder
- Dexter Jackson (* 1977), US-amerikanischer American-Football-Spieler
- Dexter Jackson (* 1986), US-amerikanischer American-Football-Spieler
- Dexter Scott King (1961–2024), US-amerikanischer Bürgerrechtler, Dokumentarfilmer und Schauspieler
- Dexter Langen (* 1980), deutscher Fußballspieler
- Dexter Lee (* 1991), jamaikanischer Sprinter
- Dexter Manley (* 1959), US-amerikanischer American-Football- und Canadian-Football-Spieler
- Dexter McCleon (* 1973), US-amerikanischer American-Football-Spieler
- Dexter McCluster (* 1988), US-amerikanischer American-Football-Spieler
- Dexter McDougle (* 1991), US-amerikanischer American-Football-Spieler
- Dexter McNabb (* 1969), US-amerikanischer American-Football-Spieler
- Dexter Nottage (* 1970), US-amerikanischer American-Football-Spieler
- Dexter Pittman (* 1988), US-amerikanischer Basketballspieler
- Dexter Reid (* 1981), US-amerikanischer American-Football-Spieler
- Dexter Seigler (* 1972), US-amerikanischer American-Football-Spieler
- Dexter Wynn (* 1981), US-amerikanischer American-Football-Spieler

### Familienname
- Aaron Dexter (1750–1829), US-amerikanischer Mediziner und Chemiker
- Al Dexter (1905–1984), US-amerikanischer Country-Musiker und Songwriter
- Alan Dexter (1918–1983), britischer Schauspieler und Komponist
- Brad Dexter (1917–2002), US-amerikanischer Schauspieler und Filmproduzent
- Colin Dexter (1930–2017), britischer Schriftsteller
- Darrell Dexter (* 1957), kanadischer Politiker
- Elliott Dexter (1870–1941), US-amerikanischer Film- und Theaterschauspieler
- Felix Dexter (1961–2013), britischer Schauspieler, Comedian und Schriftsteller
- James Dexter (* 1973), US-amerikanischer American-Football-Spieler
- John Dexter (Musiker) (1945/46–2023), US-amerikanischer Bratschist
- John Dexter (Regisseur) (1925–1990), englischer Theaterregisseur
- John Dexter, Pseudonym von Marion Zimmer Bradley (1930–1999), US-amerikanische Schriftstellerin
- John Dexter (Artdirector), US-amerikanischer Artdirector
- Lewis Anthony Dexter (1915–1995), US-amerikanischer Politikwissenschaftler und Soziologe
- Maury Dexter (1928–2017), US-amerikanischer Film- und Fernsehregisseur
- Maxine Dexter (* 1972), US-amerikanische Politikerin
- Pete Dexter (* 1943), US-amerikanischer Schriftsteller
- Rosemary Dexter (1944–2010), britische Schauspielerin
- Samuel Dexter (1761–1816), US-amerikanischer Politiker
- Ted Dexter (1935–2021), englischer Cricketspieler und -administrator
- Timothy Dexter (1748–1806), US-amerikanischer Geschäftsmann, Autor und Exzentriker

### Cognomen
- Lucius Turpilius Dexter, römischer Suffektkonsul 81
- Sextus Subrius Dexter Cornelius Priscus, römischer Suffektkonsul wohl 104
- Gnaeus Afranius Dexter, römischer Suffektkonsul 105
- Publius Cassius Dexter, römischer Senator im 2. Jahrhundert
- Quintus Lutatius Dexter Laelianus, römischer Offizier (Kaiserzeit)
- Sextus Subrius Dexter, römischer Offizier (Kaiserzeit)
- Gaius Caesidius Dexter, römischer Offizier (Kaiserzeit)
- Cornelius Dexter, römischer Suffektkonsul 159
- Gaius Domitius Dexter, römischer Konsul 196
- Servius Calpurnius Domitius Dexter, römischer Konsul 225
- Dexter (Konsul 263) (weitere Teile des Namens nicht bekannt)
- Appius Claudius Tarronius Dexter, spätantiker römischer Senator
- Flavius Lucius Dexter, von Hieronymus (Kirchenvater) erwähnter römischer Historiker des 4. Jahrhunderts
- Nummius Aemilianus Dexter, spätantiker römischer Prokonsul, Prätorianerpräfekt (395) und Schriftsteller
- Appius Nicomachus Dexter, spätantiker römischer Stadtpräfekt (vor 431)

### Kunstfiguren
- Cliff Dexter, Hauptfigur der deutschen Fernsehserie
- Dexter Morgan, Hauptfigur der US-amerikanischen Fernsehserie, siehe Dexter (Fernsehserie) #Dexter Morgan
- Dexter Nemrod, Geweihter des Praios mit einer Funktion in Anlehnung an einen Großinquisitor in der Fantasy-Rollenspiel-Landschaft Das Schwarze Auge
- Dex Dexter, Figur in der TV-Serie "Denver Clan" (Dynasty), dargestellt von Michael Nader.